# Nemanice
Nemanice település Csehországban, a Domažlicei járásban. Nemanice Poběžovice, Rybník, Mnichov, Klenčí pod Čerchovem, Postřekov, Česká Kubice, Treffelstein és Waldmünchen településekkel határos. Lakosainak száma 282 fő (2024. január 1.).

## Népesség
A település lakosságának változását az alábbi diagram mutatja:
| Lakosok száma | 3826 | 3863 | 3447 | 364  | 386  | 330  | 259  | 258  | 270  | 282  |
|               | 1869 | 1890 | 1921 | 1950 | 1980 | 2001 | 2017 | 2019 | 2022 | 2024 |